# 837
837 (DCCCXXXVII) var ett normalår som började en måndag i den julianska kalendern.

## Händelser

### April
- 10 april – Halleys komet passerar jorden.

### Okänt datum
- Pietro Tradonico väljs till doge av Venedig.

## Födda
- Æthelred, kung av Wessex 865–871 (född omkring detta år)

## Avlidna
- 18 december – Linghu Chu, kinesisk kansler
- Drest mac Caustantín, kung över pikterna
- Li Cheng, kinesisk kansler